# ファミ通WaveDVD
『ファミ通WaveDVD』（ファミつうウェーブディーブイディー）は、エンターブレインが発行していたDVD付きの月刊ゲーム雑誌。2011年5月号（3月30日発売号）をもって休刊した。
2000年9月に『GameWaveDVD』（ゲームウェーブディーブイディー）として創刊され、2002年10月号から誌名が現在のものへと変更になった。『GameWaveDVD』以前にも『F.Wave』（2000年 - ）と『月刊ファミ通Wave』（1998年 - ）がその前身として刊行されており、いずれも付録として毎号ディスクメディアが付属していたのが大きな特徴であった。
なお、付属メディア内に収録された映像コンテンツのメインナレーターは、『月刊ファミ通Wave』の頃から一貫して諏訪部順一が担当している。

## 概要
『ファミ通WaveDVD』は、『GameWaveDVD』が“より『週刊ファミ通』との関連性をアピールするため”2002年10月30日発行の「Vol.26」をもって誌名を変更したDVD付きのゲーム専門誌である。誌名変更の主な理由は、読者層が『週刊ファミ通』本誌と被っており、収録コンテンツも本誌読者向けに製作されたものが少なくなかったからであった。
リニューアルに前後してレギュラーコーナーに多少の変動はあったが、旧誌面からは内容的にはほぼそのままの形で引き継がれている。なお新誌名化後からは、付属トールケース内にDVDの収録内容を示すインデックスカードが封入される様になった（『GameWaveDVD』時代は雑誌内の厚紙ページから直接切り離す形式だった）。
付属DVDには、「やり込み」映像や最新ゲーム情報、ゲームを題材にしたバラエティーコーナーなどが収録されている。当初DVDは1枚組が基本だったが、のちにボリュームアップし2枚組構成となっている。また、DVD内には編集長のルパン小島をはじめ、本誌編集員や撮影スタッフらがしばしば登場しており、最近では媒体を越えてSAKEROCKのPV「会社員と今の私」「ホニャララ」に出演した。
誌面のページ数は約40ページ弱と薄めで、大半はDVD内に収録された内容と関連した記事である。誌面ならではのものとしては、DVD出演者・ゲームクリエイター・製作スタッフらによるコラム、読者投稿欄などがある。

## 沿革

### 月刊ファミ通Wave
1998年6月30日、アスペクトより“ファミ通グループ初のCD-ROM付き雑誌”として、毎号プレイステーション（以下PS）用CD-ROMが付属したPS専門月刊誌『月刊ファミ通Wave』（8月号）が創刊された。同誌は1999年5月号（同年3月30日発行）にて一度誌面リニューアルを行ったのち、2000年3月号（同年2月16日発行）をもって「一時休刊」を迎える。最終号の巻末には、「DVDによる映像マガジンとして（3ヶ月もしないうちに）全面リニューアルする」という旨のメッセージが載せられた。

### F.Wave
上述のメッセージを引き継ぐ形で新たに立ち上げられたのが、エンターブレイン発行のDVD-Video付きマガジン『F.Wave』（ファミツウウェーブ）であった。創刊号「2000.06 VOLUME 001」は2000年5月16日に発行されている。ゲーム情報を主軸としつつも、映画・音楽・ファッション・ホビー・車・グラビアアイドル等にまで誌面（とDVD容量）を割き、ファミ通姉妹紙らしからぬ新機軸を打ち出そうとした。しかし領域を広げすぎた故に雑誌の方向性はかえって不明瞭になり、迷走状態のまま僅か4号を発行したのみで事実上の廃刊となった。最終号「2000.09 VOLUME 004」では、「『F.Wave』内における“ゲーム分野”と“その他のエンタメ分野”を切り離し、それぞれ別雑誌として再創刊する」といったアナウンスがなされた。

### GameWaveDVD
こうして『F.Wave』における“ゲーム分野”が独立し、同じくエンターブレインよりDVD-Video付きゲーム専門月刊誌『GameWaveDVD』（Vol.1）が2000年9月29日に創刊される運びとなった。内容面では『月刊ファミ通Wave』のテイストが復活し、映像コンテンツもよりバラエティ番組的な手法を用いるものが多くなった。以降順調に刊行を重ね、2002年7月30日発行の「Vol.23」以降からは、DVDに加えてそれを収納するオリジナルトールケースも毎号付属する様になった（それまでは基本的に厚紙台紙に封入されていた）。

### ファミ通WaveDVD
トールケースの完全付録化から段階的に誌面の刷新が行われはじめ、その後『GameWaveDVD』は「Vol.26」（2002年10月30日発行）から誌名を『ファミ通WaveDVD』へ変更した。刊行数を示す〈Vol.〉表記は2003年3月29日発行の「Vol.31」を最後に〈○月号〉表記に変わり（翌4月30日に発行された『ファミ通 WaveDVD』は『6月号』である）、同時に正式に巻次もカウントされる様になる。これに加えて、『F.Wave』以来表紙に小さく記載されていた「週刊ファミ通増刊」という表記も消滅した（つまり増刊号扱いから定期刊行誌へ昇格したことになる）。2005年の中頃より、映像コンテンツの収録時間が大幅に伸び、2008年まではDVD2枚組となっていたが2009年から片面二層方式のDVD1枚組またはDVD2枚組の内容によってDVDの枚数が変更されるようになり現在に至る。また、東京ゲームショウの映像が収録される時など時によってはDVD3枚組ということもある。

## 主なコンテンツ

### 毎月収録
Cover Game's
その号の表紙を飾ったゲームタイトルを取り上げる。開発者インタビューやそのタイトルをフィーチャーした独自企画など、手間の掛かった映像が収録されることもあれば、メーカー提供の短いプロモーションビデオが流れるだけの場合もあり、ボリューム面ではムラがあるコーナーである。
やり込みスタジアム（旧・『やり込みグランプリ』、『やり込みバカ一代』）
読者から募った、あるいは『週刊ファミ通』に投稿された「やり込み」ビデオを紹介するコーナー。『Wave』上での採用報酬は5000ガバス。その「やり込み」における見所や、ゲーム開発者による解説などが入り、題材となるゲームを未プレイでも楽しめる作りとなっている。採用された投稿作品は自動的に「やり込みグランプリ」にもエントリーされることとなり、ここで年間最優秀賞（グランプリ）に輝くと、“流通している主要ハード+各対応ソフト一本ずつ”などの豪華商品が贈られる。場合によりDVDには収録されず、誌面紹介のみに留まる作品もある。
アメリカザリガニのキカイノカラダ（旧・『アメリカザリガニのGM(ゲームミュージック)向上委員会』）
お笑いコンビのアメリカザリガニが時に体を張りながら、様々なゲームに挑戦していく。取り上げられるゲームは比較的新しいタイトルが多い。オンラインゲームがテーマとなった際は、撮影班のAD陣とチームを組み、開発側と対戦するというのが定番企画である。アメリカザリガニは本コーナー以外にも、DVD内における『モンスターハンター』関係のコンテンツに登場することもある（ボケ担当の平井が同作品のファンであるため）。
現在は平井・ADキムの平井チームと柳原・OZMAの柳原チームに分かれて、オンラインゲームの対戦モードで対決して負けたチームが、プレイしたコーナー内でプレイしたゲームソフトをゲーム会社から自腹（お釣り無し）で購入し、視聴者プレゼントとして提供する罰ゲームを受けるという内容となった。
また、柳原は同コーナーで『モンスターハンター2（dos）』がピックアップされた際、弓装備で挑んだが、あまりの下手さが災いし「あーちゃん（大阪弁で「アホ」の意味）」というあだ名を命名され、それ以降のプレイヤー名でも「あーちゃん」となった。
補足情報
- 同コーナーではゲスト出演する人が多く、芸能界からはアメリカザリガニの所属事務所とのつながりからよゐこの有野晋哉を始めとしたベテランから若手にかけての松竹芸能のお笑い芸人、プロレス界からは武藤敬司・小島聡・天山広吉・川田利明・長尾浩志といった有名プロレスラーが出演するなど豪華な面々が出演した事がある。また、開発スタッフもサブレギュラー化する事があり、モンスターハンターシリーズにおいてはファミ通編集部モンスターハンター攻略班の河合リエが、CAPCOMでは広報部の山本雄士がそれぞれ担当しているゲームがピックアップされる度に出演している。また、同コーナーでの人気がきっかけで河合には彼女がMCをするコーナーが設けられた事がある。
- 武藤がゲスト出演した際、スタッフ側がアメザリの2人に武藤出演の連絡をわざと取らず（当然、武藤には連絡している）に対面させたというドッキリを行った事がある（また、収録後に武藤のファンだった平井はサインをもらい、柳原は2ショット写真を撮ってもらった事を後日、同コーナーの忘年会企画で話している）。
- 後輩のオジンオズボーンが唐突に同コーナーの乗っ取りを敢行し、バンダイナムコゲームス本社にて『タイムクライシス4』で対戦。アメザリ側が勝利し、オジオズにはエンターブレインの出入りを永久禁止を言い渡された。
- 同コーナーがキカイノカラダと言う名前になり始めた頃に平井の体力測定を実施し、誤って平井がエンターブレインの地下会議室の壁を破壊してしまうという珍事件が起きた。
- 『WARHAWK』をピックアップした際、アメリカザリガニ、ファミ通スタッフのブンブン丸・ADキム・OZMA・当時アメザリのマネージャーだった竹下マネージャー、ヴェートーベン、ティッシュボックス、江戸むらさき、SEC開発スタッフ8名（映像内では3人出演）による合計20人で対戦し、「迎えのジープ」という名言が生まれた。
- 毎年8月号と9月号（たまに8月号のA面とB面で一括にされる）は肝試し企画となっており、ホラーゲームをプレイしながら時折『ファミ通』スタッフのドッキリやうけちを団長にした「劇団うけち」によるコントが行われる。また、同企画で平井が『ファミ通』スタッフのパパラッチに遭い、撮影された平井の写真（当時の平井の体重とうけちのキスマーク付き）で視聴者プレゼントに提供された事がある。
- 『モンスターハンターG』がピックアップされ、『ファミ通』編集部『モンスターハンター』攻略班の河合リエが出演した際、柳原が躰道初段の河合に突っ込みを入れようとして、河合の正拳突きを脇腹に食らってしまい、くの字になって倒れるという珍場面が起きた。また、『モンスターハンター2（dos）』で河合が助っ人として参戦した際、柳原は「古傷が…!」と言って正拳突きを食らった個所を抑えて悶絶し始めた。
- 同コーナーの「モンスターハンター狩りんちゅ祭り」闘技場タイムアタック北海道大会の遠征出場企画にて平井の妻である平井有未が出演。以降彼女は定期的にゲスト・助っ人出演するようになり、肝試し企画では彼女が夫の肝試しシナリオを手がけるなどの本格的な共演を行うようになった。また、同コーナーや『ファミ通WaveDVD』のその他のコーナー内ではアメザリ平井の嫁であることから「嫁ザリ」の愛称で呼ばれていた。

ボーズの○○タイム=3 (旧・ボーズの○○やってみよう)

クロスレビューチャンネル（旧・殿堂TV）
『ファミ通』のクロスレビューで殿堂入りを果たしたゲームソフトの紹介や殿堂入りしたゲーム攻略やアドバイスがメイン。殿堂TV時代ではダウンロードゲーム、レトロゲームの紹介なども行っていた。
照英兄貴のGAME CAMP!!
照英がゲームの課題に挑戦していく。このコンテンツで取り上げるゲームはすべてダウンロードゲームであるため、本編では最新のダウンロードゲームの情報も挿入される。

### 不定期収録
憂えるゲームおっさん
飯田和敏、ローリング内沢、植地毅の3人によるゲーム対談コーナー。収録は不定期だが収録される際には2ヶ月連続で掲載される。
動く!AREA51
須田剛一とマスクドUHが洋ゲーを紹介するコーナー。
また、須田剛一と勤めているグラスホッパー社とエンターブレインの合同主催による洋ゲーイベント「不法集会」も収録されることがあった。そこでは、「ジャンルの歴史を当時人気だった作品のプレイ映像を基に辿る」「E3で紹介されるも結局販売されなかったゲームの紹介」「日本に未上陸の洋ゲーの紹介」を第1部とし、ゲストとして参加した小島秀夫や桜井政博といった有名なゲーム会社の製作者と須田剛一・マスクドUHとのトークショーが第2部となっている。
ちなみに収録された度に強い反響があったため、レギュラーコーナーに昇格。同コンテンツ内で須田がグラスホッパー・マニファクチュア設立前にテレビ朝日で小道具係の仕事をしていた過去を激白している。
ハミチョイTV
元々はMTVジャパンで放送された番組『m size』で放送されていたファミチョイTVのリニューアル版。生活純子（小林由梨）が様々なゲームニュースを伝えるのだが、新型PSPを紹介したとき実機がなかったことを理由にスタジオにPSPに形が似た草履を置いたり、生活純子の髪型が変わる映像を一瞬挿入したりとなどどこか捻くれている。また、放送に関係のないガチャピンが出演したことがある。以前、一切ネタがなく普通にゲームニュースを読んだだけの回があったのだがこれは後日ポッドキャスト内でコンテンツ担当のディレクターが「このコンテンツを終了させようとする編集部への抗議」と話していた。
松嶋初音の○月号
松嶋初音が様々なゲームに挑戦する企画。毎回タイトルは唐突に松嶋に振られ発した言葉がタイトルとなっている。番組進行をする人はおらず松嶋の前に置かれたモニターに映された文字のみで進行される。収録は不定期だが収録される際には2ヶ月連続で掲載される。
ポルノ鈴木の爆走都市
フリーライターのポルノ鈴木が自身の家のガレージを撮影場所にして、日本で発売した最新のレースゲームをピックアップしていくコーナー。同コンテンツでは『ファミ通』編集部スタッフのうけちが、白い全身タイツに身を包み、緑色のゴーカート風に改造された三輪車に乗るキャラクター「ターボ君」が登場し、各作品紹介のCMに当たる場面で東京都内の「坂道」と言える坂道を駆け下る「マッハマックス」なるミニコーナーが存在している。
また、同コンテンツで『レーシングゲーム「注意!!!!」』をピックアップしたことで、エンターブレイン社がこの作品を開発した会社から同作品の続編の邦題名の提供を直々に依頼されるという快挙を成し遂げている。

## 終了したコンテンツ
（山本モナの）ヴァナ通放送局
『ファイナルファンタジーXI』にまつわるコーナー。同作のヘビープレイヤーとしても知られる山本モナと編集者の佐治キクオが出演し、開発室レポートやゲーム内の特定クエストをファミ通編集部スタッフ・うけちがクリアするまでの模様などが収められている。『wave』本誌と同形態のDVD付きムック『ヴァナ・ディール通信』とリンクした内容となっている。
このコーナーでは、うけちがプレイしていくのだが、その際に作成したキャラクターの名前が綴りの間違えた「モナラブ」であったり、イベントおよびイベント遂行時におけるうけちの行動が意味不明であったり等、奇天烈な内容となってしまった。また、特定のクエストをうけちがクリアしていく内容では、ほとんどがクリアできずに終了したり、数ヶ月にわたってようやくクリアしたりとグダグダなものが多かった。
また、このコーナーはモナと一緒にイベント内容を解説していくファミ通編集者・佐治がコンテンツ撮影中に不祥事を起こしたことで一時期延期になり、その後復活するも逆にモナがスキャンダルされてしまったため、事実上の打ち切りとなってしまった。
大覇道
『三国志大戦シリーズ』にまつわるコーナー。同作のヘビープレイヤーであるさくらんぼブービー鍛冶輝光が様々なプレイヤーと勝負するコーナー。2009年7月号をもって終了。

## 本誌以外での活動
ファミ通WaveDVDポッドキャスティング
2006年1月から始まった公式ポッドキャスティング番組、毎週金曜日更新。本誌公式ホームページでダウンロードできる。フリーライターのポルノ鈴木がメインパーソナリティを務め、編集長ルパン小島が毎回ゲストとして登場する。本誌の販売促進目的という建前だが、なんでもありの内容で、ルパン小島のダメ大人ぶりがたびたびいじられる。本誌へのアンケートハガキやポッドキャスティング宛てのメールなども紹介され、読者との交流の場となっている。また、この収録模様は毎回音だけではなくビデオカメラでも収録しており不定期によりぬきポッドキャストという題目で本誌に収録されていたが、人気に伴いレギュラーコンテンツになった。
DVD連載終了に伴い同ラジオの配信を終了するも、ニコニコ動画のファミ通チャンネルにて各回の収録内容を撮影した映像を有料視聴で配信されるようになった。
事件簿
配信第42回にてルパン小島が当時副編集長でありながらDVDを連載開始から一切見ていなかった事が発覚、しかも収録開始前に「今月号のDVD見ましたよね?」というスタッフの質問に対し「見たよ!!」と嘘をついていたため、ポルノを始めその場にいたスタッフ全員から怒りを買ってしまう。また、ポルノからは「副編集長という立場の人はDVDの内容をちゃんと見るのが当たり前なんだよ?解ってんのか!!」という激怒にルパンは半べそ状態になってしまい、最後ルパンは「俺も（DVDを）見るから皆も見てくれ!!」と叫んでその回の収録を終える。
その後、年末のエンターブレインの編集部オフィスにて第50回を収録し、翌日の元旦に九十九里浜沿いの道路に駐車したバスの中で第51回の収録を開始。ルパンは第42回の大失態の反省として海パン姿で1月の九十九里浜の海に入り、反省の言葉を話す禊を行った。この収録内容に対し、ポルノは海に入る前のルパンに「死なないでくださいね？もし死んだらそのまま俺たちはそれ（ルパンの遺体）を海に残して本社に戻りますから」とコメントしていたが、ルパンの禊の収録は日の出と共に行われ無事終了する。
禊の収録終了後、同時にその年のDVD2月号の収録内容の紹介PRの収録を行うも、収録中にルパンが突然海の方に走り出し、入ったと思ったら直後に転倒し、ルパンの全身が海（転倒した場所は水深は80cm強という浅瀬だった）の中に入ってしまう。これを見たポルノとスタッフたちはすぐさま機材を纏めて撤収しようとするが、直後にルパンが「寒い!」と叫びながら戻ってきた。これに対して、収録メンバーのディレクターは「驚かせないでください!」とルパンに言い放っている。

## 前身となった雑誌
上述の#沿革も併せて参照のこと

### 月刊ファミ通Wave
誌面の傾向など
アスペクトが発行していたPS専門の月刊ゲーム雑誌。定価980円。毎号PS用CD-ROMが付属し、ディスク内には体験版、ムービー（新作のプロモーション、業界のイベントニュース等）、特別なセーブデータなどが収録されていた。ディスクは雑誌綴じ込みのビニールポケット、もしくは厚紙台紙に封入という形をとっていた。
PlayStation 2が発売される前の2000年3月号で休刊となった。
誌面は全体的に当時の『ファミ通』本誌よりも若干上の年齢層、もしくはある程度のゲーマー向けに書かれた記事が多かった。レギュラーコーナーでは、海外ゲーム事情に関するものをはじめ、サブカルテイスト漂う読み物が目立つ一方、ヒットタイトルの売れた理由に迫るコーナーなど、比較的正統派な内容を扱ったものも連載されていた。
当時テレビ東京などで放送されていたファミ通提携番組『GameWave』との連動がうたわれ、1999年1月号からは表紙にも同番組のタイトルロゴが描かれるようになった。番組の誌上総集編や、メインパーソナリティであった伊集院光とアシスタントが案内役を務めるコーナーなども連載されていた。
同時期の競合誌（『HYPERプレイステーションRe-mix』、『電撃PlayStation D』など）と比較した場合、他誌が誌面よりもディスクコンテンツに比重を置いていたのに対し、本誌の場合は誌面のページ数が多め(100ページ前後。他誌は50〜70ページほど)で、ディスクとの比率が半々といったバランスであった。
CD-ROM収録コンテンツ（誌面との連動企画を含む）
付属CD-ROMを立ち上げると、オープニングとしてその号のダイジェストが表示された。撮り下ろしの映像コンテンツは、編集者がタレントさながらに出演するなど、その後の『ファミ通WaveDVD』につながる原型的要素を見て取れる。
体験版などの収録数は他の競合誌に比べるとやや少なめだったが、上述の通り誌面の拡充でこの点をフォローしていた。また、『ファミ通』本誌では誌面紹介のみに留まらざるを得なかった「やり込み企画」の映像が収録されるという点も、大きなセールスポイントであった。
その他、読者のセーブデータを持ち寄るコーナーや、PSソフト『カルドセプト』のオリジナルマップデータ配布などが独自企画としてあった。特定タイトルに注力したものでは、『パネキット』の製品版未収録のオリジナルフィールドがディスクに収録され、これを使用したスコア・タイムアタックが催されるなどもした。
主なレギュラーコーナー・連載
『アーケードゲーマーふぶき』
吉崎観音によるゲームコミック。1999年6月号においてページ順がバラバラの状態で掲載されるというミスがあり、翌7月号で「お詫び」が載せられた。7月号では当月分のエピソードに加え、正しいページ構成に修正された先月分のエピソードも再掲載された。

おーいスーさんめし!! / ウェーブ伝言板（バラエティーWave / お便り波）
読者のネタ投稿および編集者との交流コーナー。『ファミ通』本誌における「町内会」、「LETTERS伝言板」に近い雰囲気を持つが、掲載時の報酬はガバスではなくオモチャ券だった。創刊時は「おーいスーさんめし!!」「ウェーブ伝言板」といったコーナ名だったが、のちの誌面リニューアルでそれぞれ「バラエティーWave」「お便り波」へ差し代わり、若干構成が変化した。
おしえてWave研究所
読者からのゲームに関わる技術の質問に対して、タレントの伊集院光扮する「所長」とアシスタントが誌面トーク（という体裁。実際はひとりのライターの手によるものだと思われる）で答えるコーナー。ファミ通の提携番組『GameWave』との連動企画であり、アシスタント役の女性は番組で代替が起こるごとに変わっていった。

補足
本誌創刊直前の1998年4月にも、同社からはPS用CD-ROM付きムック『スクウェアマニアックス'98』が発売されている。こちらの製作も「月刊ファミ通Wave」スタッフらの手によるものであり、表紙には「ファミ通Wave アスペクトムック」と冠されていた。発行時期的に、『月刊ファミ通Wave』の“プレ創刊号”といった趣の誌面である。
遡れば、『月刊ファミ通Wave』以前にもアスキー（※アスペクトではない）発行のPS用CD-ROM付き雑誌として、『テックプレイステーション』が存在した。本誌創刊時には既に廃刊していたが、関連企業（当時）発行ということもあり、誌面の雰囲気には互いに共通する部分もある。ただし、あくまで『月刊ファミ通Wave』は『ファミ通』の、『テックプレイステーション』は『TECH Win』の流れを汲んだ雑誌であり、基本的に両者に内容面での繋がりはなかった。

### F.Wave（ファミツウウェーブ）
誌面の傾向など
エンターブレインが『月刊ファミ通Wave』を発展させる形で発行したDVD-Video付きの情報誌。この様な映像メディアと一体化した雑誌は当時まだ珍しく、PS2が発売され、DVDの普及率が徐々に伸びつつある時期に合わせた刊行だった。実質的には月刊誌であったが、「週刊ファミ通増刊号」という扱いになっており、なぜか発売日が一定しなかった。価格は『月刊ファミ通Wave』よりも引き下げられ680円となった。
ページ数が『月刊ファミ通Wave』の約半分（約50ページ前後）となり、DVDの収録内容を中心とした構成に変化した。誌面では「ゲーム情報」と「それ以外」が半々といった割合で掲載され、そのため巻頭特集に「ジャパニメーション特集」や「携帯電話特集」など、ゲームとは直接関係ない話題が取り上げられる場合もあった。
記事のトーンは総じてライトなものだったが、一部に『月刊ファミ通Wave』の空気を引き継いだマニアックなページもあり、雑誌全体をますますどっちつかずのものにしていた。ゲーム情報と他分野との遊離は著しく、互いの要素がぶつかって共倒れしたような形となり、結果的に中途半端で魅力に乏しい誌面になってしまっていた。
なお最終号では「休刊・廃刊」とは明言されず、巻末にて「『F.Wave』が“増殖”し、9月下旬に新雑誌『GameWaveDVD』が、10月下旬に『高感度なエンターテイメント誌』が誕生する」といった内容の告知がなされた。新雑誌の創刊ばかりが強調され、廃刊の理由はうやむやのままだった。
DVDコンテンツ
各コンテンツは「Game」（ゲーム情報）「Visual Entertainment」（映画、映像ソフト関係）「Music」（音楽関係）「Variety」（グラビアやカーグラフィックなど）の四カテゴリに分けられており、DVDメニューから再生する項目を選ぶという構成である。オールプレイ機能はついておらず、画質もそれほど良い方ではなかった。
収録コンテンツの一部、なかでもグラビア映像などには、マルチアングル再生できるものもあった。また「Game」カテゴリに収録されていた映像は『月刊ファミ通Wave』の延長上にあり、特定タイトルの攻略法を納めた「エッジプレイ」など一部のコーナーは、『GameWaveDVD』以降にも引き継がれている。
最終号付属のDVDには、何故か（最終号であるにもかかわらず）、ロマンポルシェ。が出演する“新コーナー”も収録されており、廃刊間際のドタバタをにおわせた。
主なレギュラーコーナー・連載
『水野純子のファミ魂白書』
水野純子による漫画（1〜2ページ）。主人公のファミ助が、女性ゲームキャラクターにアレコレしようとして色々な目に遭う、という内容。
篠原ともえのHAPPY GAME HAPPY LIFE（しの通）
タレントの篠原ともえがメインのコーナー。内容はフリートークや活動舞台裏の模様など。「篠原ともえのHAPPY GAME HAPPY LIFE」という名称は、コーナー名が「しの通」に本決定するまでの仮タイトルであり、実際のところゲームはほとんど関わってこなかった。“篠原ともえ監督の映画を創る”といった企画の雛形的なものもあるにはあったが、全く形にならなかった。一応、それでも『F.Wave』のDVDコンテンツ中で唯一連続性のあるコーナーだった。
なお、続きは『inDex View』誌に収録されている。

### GameWaveDVD
概要
『F.Wave』で扱っていた“ゲーム分野”のみを抽出させる形で創刊したDVD-Video付き月刊ゲーム雑誌。発行はエンターブレイン。『F.wave』と同様「週刊ファミ通増刊号」という扱いだったが、こちらは定期的な発売日を保ち、内容面でも安定を見せた。
創刊号の表紙には「これは雑誌ではありません!!DVDビデオです!」とあり、誌面はある種のインデックス・カード的な扱いとなっている。そのため、全体のページ数は30ページ程度と一般的な雑誌としては薄く、中身も基本的に付属DVDの内容紹介とフォローに留まっていた。その後刊行を重ねるにつれ読者欄・コラム等誌面ならではの記事も掲載される様になっていった。
再び表紙に提携番組『GameWave』のロゴが復活し、番組の人気コーナー「浜さん・光のすっげーいい話」の総集編がDVDへ収録されるなどもした。
また、トールケースが付録で同梱されなかった頃は、一部書店にて購入者特典としてトールケースが貰えた。
DVDコンテンツ
『月刊ファミ通Wave』時代には数回しか収録されなかった「やりこみ企画」の映像が（『週刊ファミ通』誌上に投稿されていた映像のストックも含め）毎回収録され、誌面上でも大々的に募集される様になった。また、以前にもあったスタンダードなゲーム最新情報・攻略映像などとは別に、人物のキャラクターや、出演者同士のやりとりに焦点を当てたバラエティー番組風の手法を取り入れたコーナーも追加された。これに伴い、ファミ通読者にはおなじみの編集者・撮影班のADなどがタレント的な役割をこなす機会も多くなり、そういった中でDVDマガジンとしての性格付けもなされていった。
主なレギュラーコーナー・連載
アーミンのお部屋
漫画家の柴田亜美がルパン小島を従えてゲームメーカーに突入し、クリエイター陣などとトークする、という内容。『週刊ファミ通』で連載されていた『ドキばぐ』実写版といったノリ。柴田本人のスケジュールの都合が合わず、収録されないこともままあった。その後の『ファミ通WaveDVD』への誌名変更後も一年半ほど続いていたが、程なくして最終回を迎えた。